# Musée Fougau
 (juin 2023).
Si vous disposez d'ouvrages ou d'articles de référence ou si vous connaissez des sites web de qualité traitant du thème abordé ici, merci de compléter l'article en donnant les références utiles à sa vérifiabilité et en les liant à la section « Notes et références ».
Le musée du Fougau est un musée de la ville de Montpellier centré sur les arts et traditions populaires. Il se trouve au deuxième étage de l'hôtel de Varennes, un hôtel particulier du XVIIIe siècle situé sur la Place Pétrarque, qui accueille également le Musée du vieux Montpellier.

## Histoire
Le musée est fondé en 1932 par l'association Lou Parage qui gère encore aujourd'hui l'établissement.

## Le musée
En occitan, le mot « fougau » (« fogau » en graphie classique) signifie « foyer, âtre » et c'est ce que s'efforce de reproduire ce musée : l'ambiance d'une maison occitane du début du XXe siècle. On y trouve une cheminée provenant du Château de Brissac. Sont rassemblés des costumes, objets usuels, ustensiles divers, etc.